# ایهور کالینین
ایهور کالینین (روسی: Игорь Олегович Калинин؛ زادهٔ ۱۱ نوامبر ۱۹۹۵) بازیکن فوتبال اهل اوکراین است.
از باشگاه‌هایی که در آن بازی کرده‌است می‌توان به باشگاه فوتبال روبین کازان، باشگاه فوتبال ماریوپول، باشگاه فوتبال دینامو مسکو، باشگاه فوتبال روستوف، و باشگاه فوتبال زوریا لوهانسک اشاره کرد.
وی همچنین در تیم‌های ملی فوتبال Ukraine national under-18 football team و Ukraine national under-19 football team بازی کرده‌است.